# Антон Веберн
Антон Веберн (Беч, 3. децембар 1883 — Митерсил, 15. септембар 1945) је био аустријски композитор.Један је од најзначајнијих представника бечке атоналне школе и експресионизма у музици. У време нацизма његова дела била су забрањена, а педесетих година XX века постао је узор генерацији композитора који су у његовој музици налазили идеје за пунктуализам и електронску музику.